# Самјуел Батлер
Самјуел Батлер (4. децембар 1835 — Лондон, 18. јун 1902) је био енглески романописац и критичар на чије је стваралаштво снажно утицао боравак на Новом Зеланду. Најпознатији је по утопијској сатири Еревхон и постхумном роману Пут целог тела (објављен постхумно 1903. са значајним ревизијама и објављен у првобитном облику 1964. као Ернест Понтифек или Пут свог тела). Оба романа су остала у штампи од првог објављивања. У другим студијама испитивао је хришћанску ортодоксију, еволуциону мисао, италијанску уметност и направио прозне преводе Илијаде и Одисеје који се још увек користе.

## Главни радови
- Darwin among the Machines (1863, largely incorporated into Erewhon)[3]
- Lucubratio Ebria (1865)[3]
- Erewhon, or Over the Range (1872)
- Butler, Samuel (1878). Life and Habit. Cambridge University Press. ISBN 978-1-108-00551-7.. Trubner (reissued by Cambridge University Press, 2009)
- Evolution, Old and New; Or, the Theories of Buffon, Dr. Erasmus Darwin, and Lamarck, as compared with that of Charles Darwin. 1879.
- Unconscious Memory (1880)
- Alps and Sanctuaries of Piedmont and the Canton Ticino (1881)
- Luck or Cunning as the Main Means of Organic Modification?. 1887.
- Ex Voto; An Account of the Sacro Monte or New Jerusalem at Verallo-Sesia. With some notice of Tabachetti's remaining work at the Sanctuary of Crea (1888)
- The Life and Letters of Dr. Samuel Butler, Head-Master of Shrewsbury School 1798–1836, and Afterwards Bishop of Lichfield, In So Far as They Illustrate the Scholastic, Religious, and Social Life of England, 1790–1840. By His Grandson, Samuel Butler (1896, two volumes)
- The Authoress of the Odyssey (1897)
- The Iliad of Homer, Rendered into English Prose (1898)
- Shakespeare's Sonnets Reconsidered (1899)
- The Odyssey of Homer, Rendered into English Prose (1900)
- Erewhon Revisited Twenty Years Later: Both by the Original Discoverer of the Country and by His Son (1901)
- The Way of All Flesh (1903), text of original manuscript published as Ernest Pontifex or The Way of All Flesh (1964)[4]
- God the Known and God the Unknown. 1909.. This is a revised edition, posthumously published. R.A. Streatfeild's "Prefatory Note" to it states that the original edition "first appeared in the form of a series of articles which were published in 'The Examiner' in May, June and July, 1879."[5]
- The Note-Books of Samuel Butler Selections arranged and edited by Henry Festing Jones (1912)
- Further Extracts from the Note-Books of Samuel Butler chosen and edited by A.T. Bartholomew (1934)
- Samuel Butler's Notebooks Selections edited by Geoffrey Keynes and Brian Hill (1951)
- The Family Letters of Samuel Butler 1841-1886 Selected, Edited and Introduced by Arnold Silver (1962)
- Howard, Daniel F., ур. (1962). The Correspondence of Samuel Butler with His Sister May. Berkeley and Los Angeles: University of California Press.
- The Fair Haven (attributed to 'John Pickard Owen', 1873, new edition 1913, revised and corrected edition 1923; considers inconsistencies between the Gospels)
- A First Year in Canterbury Settlement With Other Early Essays (1914)
- Selected Essays (1927)
- Butleriana, A. T. Bartholomew, ed. (1932). Bloomsbury: The Nonesuch Press
- The Essential Samuel Butler Selected with an Introduction by G. D. H. Cole (1950)